# Костманов синдром
Костманов синдром или тешка конгенитална неутропенија  (акроним КС) редак је урођени поремећај производње неутрофила због оштећења мијелоидне диференцијације у коштаној сржи, са бројем неутрофила који је карактеристично мањи од 500х10(3) ћелија/л (нормално: 2-7х10(9)/л).
Тешка упорна неутропенија доводи до повећане осетљивости на честе бактеријске инфекције. Стање се може лечити рекомбинантним хуманим фактором стимулације колоније гранулоцита.(Г-ЦСФ).

## Називи
Тешка конгенитална неутропенија, аутозомно рецесивни тип 3 - Костманов синдром -  Костманова болест -  Костманова агранулоцитоза - Конгенитална агранулоцитоза- Конгенитална неутропенија - Трајна неутропенија - Инфантилна генетска агранулоцитоза -Тешка инфантилна генетска неутропенија.
Назив тешка конгенитална неутропенија се користи као свеобухватни термин за све болести које највише утичу на мијелопоезу. Костманов синдром се може рестриктивно односити на Костманову болест или се може користити као синоним за Костманов синдром као главни термин. Како су подтипови синдрома фенотипски слични упркос томе што произилазе из различитих генских абнормалности  назив Костманов синдром се и за њих користи.

## Историја
Костманова болест је облик тешке конгениталне неутропеније (Костманов синдром), посебно типа 3 (КС 3), која је ретко аутозомно рецесивно стање у коме се тешка хронична неутропенија открива убрзо након рођења.  Поремећај је 1956. године у проширеној породици у северној Шведској открио Ролф Костман, шведски лекар. Он  је болест описао као аутозомно рецесивни поремећај који карактерише тешка неутропенија и почетак тешких бактеријских инфекција у раном животу.
У својој кључној докторској тези, Ролф Костман је проучавао 14 оболеле деце из једне породице у провинцији Норботен у Шведској. По завршетку  истраживања известио је да је неутропенију пратила "примарна инсуфицијенција коштане сржи" и да је болест одређена "једном рецесивном разликом гена". 
Педесет година касније, хомозиготне мутације у гену који кодира митохондријски  протеин HCLS1-повезан са X1 (HAX1) пронађене су код погођених потомака оригиналне Костманове породице.
Данас се стање које је Костман првобитно описао назива Костмановом болешћу. Међутим, сада је очигледно да је конгенитална неутропенија генетски хетерогена група сродних поремећаја и да се стога означава као тешка урођена неутропенија.

## Епидемиологија
Епидемиолошки подаци o Костманов синдром су ограничени с обзиром на преклапајуће дефиниције случајева конгениталне неутропеније и неколико регистара пацијената.
Према подацима Међународног регистра за неутропеније из 2003. који покривају подручја са укупном популацијом од 700 милиона становника у Сједињеним Америчким Државама, Канади, Аустралији и Европи (без Француске), пријављен је 731 случај, са преваленцијом од око 1 случај на милион људи.
Француски регистар пријавио је инциденцију од чак 6 случајева на милион људи oд пацијената из француске анкете;
- 30% је имало ЕЛАНЕ мутације (20% са тешком конгениталном неутропенијом и 10% са цикличном неутропенијом),

- 30% је имало Shwachman-Diamond синдром (СБДС),
- 5% је имало болест складиштења гликогена типа 1б,
- 35 % је имало друге поремећаје (по 1 или 2%).[12]

У једној студији из Северноамеричког складишта ткива за тешке хроничне неутропеније, мутације у генима ЕЛАНЕ пронађене су код 90 (55,6%) од 162 пацијента. Од 72 пацијента са нормалним ЕЛАНЕ генима, 45 је имало довољно ДНК да се подвргне секвенцирању протока како би се утврдила преваленција других мутација ( ХАКС1, -ВАСп, СБДС, ГФИ1 и Г6ПЦ3 ). Утврђено је да пет од ових пацијената има мутације: Г6ПЦ3 у 2, ГФИ1 у 1, СБДС у 1 и ВАСп у 1. Код 40% пацијената генетска етиологија тешке конгениталне неутропеније је била непозната.

### Морталитет/морбидитет
Стопа морталитета је 70% у првој години живота у одсуству медицинске терапије са фактором стимулације колоније гранулоцита (Г-ЦСФ), трансплантацијом коштане сржи или трансплантацијом матичних ћелија периферне крви.

### Географске разлике
Вероватно не постоје велике разлике у преваленцији међу земљама. Међутим, одређене мутације су повезане са географским пореклом, као што су ХАКС1 у Курдистану и Шведској и Г6ПЦ3 у Арамејцима. Вероватно не постоје велике разлике у преваленцији међу земљама.

### Полне разлике
Као што назив имплицира, тешка конгенитална неутропенија повезана са Х-хромозомом па се мутација јавља само код дечака. Ниједна полна склоност није повезана са другим узроцима тешке конгениталне неутропеније.

### Старост
Код пацијента склоних овој болести, она се манифестује  убрзо након рођења, а дијагностикује се као рекурентна бактеријска инфекције у првих неколико месеци живота.

## Патогенеза
Костманнова болест, Костманов синдром3, наслеђује се на аутозомно рецесиван начин, али најчешћи подтип Костмановог синдрома, КС1, је аутозомно доминантан.  Значајном делу Костмановог синдрома недостаје позната мутација.
Препознати подтипови Костмановог синдрома су:
- Костмановог синдрома 1 (КС 1)  је најчешћи облик Костмановог синдрома, који чини 60-80% болесника са Костмановим синдром,[3]  и први који је генетски типизован.[3]  Овај аутозомно доминантни облик који настаје мутацијом ЕЛАНЕ (раније ЕЛА2) гена на хромозому 19п13.3, који кодира неутрофилну еластазу.[17] Преко стотину ЕЛАНЕ мутација је пронађено у КС 1.[18] Овај исти ген је мутиран у цикличној неутропенији.[18]

- Костмановог синдрома 2 (КС 2)  је облик Костмановог синдрома узрокован хетерозиготном (аутозомно доминантном) мутацијом ГФИ1 гена на хромозому 1п22.[19]  ГФИ1 је репресор неколико транскрипционих процеса, укључујући ЕЛАНЕ,[3]   као и миР-21 и миР-196б микро-РНА које утичу на мијелопоезу.[3]

- Костмановог синдром  3 (КС 3) је "класични", аутозомно рецесивни облик Костманнове болести који настаје услед хомозиготних мутација у гену ХАКС1 на хромозому 1п22.1. Отприлике једна трећина особа са КС 3 такође има неуролошке промене укључујући нападе, сметње у учењу или заостајање у развоју. [3]

- Костмановог синдром  4 (КС 4)ј е узрокован аутозомно рецесивном мутацијом гена Г6ПЦ3 на 17к21.[20]   Костмановог синдром  4 је повезан са структурним срчаним абнормалностима, увећаном јетром, интермитентном тромбоцитопенијом и истакнутим површинским венским узорком.[20]  Подскуп КС 4 има тешку примарну плућну хипертензију и респираторну инсуфицијенцију.[20]

- Костмановог синдром  5 (КС 5) произилази из аутозомно рецесивне Тхр224Асн мутације у ВПС45 гену на хромозому 1к21.2.[21] За разлику од класичне Костманове болести, КС 5 такође има дефектну агрегацију тромбоцита (тромбастенију) и мијелофиброзу.[22]  Овај тип је рефракторан на фактор који стимулише колонију гранулоцита. Постоји одсуство лизозома у фибробластима и исцрпљивање алфа гранула у тромбоцитима. Убрзана апоптоза се јавља у неутрофилима и коштаној сржи.

- Х-везани Костманов синдром је узрокован мутацијом ВАСП гена на Хп11.[23]

- Костманов синдром повремено може настати и због због СБДС мутација.[16]

| OMIM   | Назив | Ген   | Хромозом | Ген/Локус MIM број |
| ------ | ----- | ----- | -------- | ------------------ |
| 202700 | SCN1  | ELANE | 19p13.3  | 130130             |
| 613107 | SCN2  | GFI1  | 1p22.1   |                    |
| 610738 | SCN3  | HAX1  | 1q21.3   |                    |
| 612541 | SCN4  | G6PC3 | 17q21.31 |                    |
| 615285 | SCN5  | VPS45 | 1q21.2   |                    |
| 300299 | SCNX  | WASP  | Xp11.23  | 300392             |

Иако мутације више од 15 гена узрокују тешку конгениталну неутропенију (у општем смислу)  не сматрају се сви они да су Костманов синдром. Клиничка употреба искључује две широке категорије конгениталне неутропеније. Искључене су болести које отворено утичу на више система, а не најизраженије утичу на мијелопоезу. Тако Костманов синдром искључује тешку неутропенију која се може јавити код урођених болести као што су Shwachman–Diamond syndrome, Бартов синдром, Chédiak–Higashi syndrome, WHIM syndrome и болест складиштења гликогена типа 1б.
Даља група других наследних поремећаја, као што су хипер ИгМ синдром, Хермански-Пудлак синдром (ХПС), Griscelli syndrome (ГС), ПН, недостатак П14, Cohen syndrome, Шарко-Мари-Тутова болест  може показати урођену неутропенију, али недостају налази коштане сржи типични за Костманов синдром.
Ова група болести такође може имати додатне карактеристике као што су делимични албинизам, ретинопатија или неуропатија и нису склоне дегенерацији у акутну мијелоцитну леукемију.

## Клиничка слика
Деца са Костнеровим синдромом имају честе инфекције: 50% има значајну инфекцију у року од 1 месеца, већина других до 6 месеци. Њихова етиологија је обично бактеријска, посебно стафилококна, а најчешће обухватају апсцесе коже и унутрашњих органа, упалу плућа, мастоидитис (запаљење мастоидног наставка) и сепсу. Све ово је опасно по живот одојчади.

## Дијагноза
Апсолутни број неутрофила хронично мањи од 500/мм3, а најчешче мањи од 200/мм3, главни је знак Костманнове болести. Остали елементи укључују тежину неутропеније, почетак болести (од рођења; не појављује се касније) и друге нормалне налазе (хемоглобин, тромбоцити, опште здравље тела). 
Изолована неутропенија код одојчади може се јавити код:
- вирусних инфекција,
- аутоимуне неутропеније у детињству,
- супресије коштане сржи леком или токсином,
- хиперспленизма и
- пасивног плацентног трансфера мајчиног ИгГ.[29]

Тест коштане сржи може помоћи у дијагнози, јер коштана срж обично показује ране прекурсоре гранулоцита, мада се мијелопоетски развој „зауставља“ у фази промијелоцита и/или мијелоцита, тако да се истовремено види неколико облика сазревања. Преживљавање неутрофила је нормално. 

## Терапија
Редовна примена егзогеног фактора стимулације колоније гранулоцита (филграстима) клинички побољшава број неутрофила и имунолошку функцију и представља главни ослонац терапије Костмановог синдрома При томе треба имати у виду да ова терапија може дугорочно повећати ризик од мијелофиброзе и акутне мијелоидне леукемије.
Преко 90% болесника са Костмановим синдром реагује на третман фактором који стимулише колонију гранулоцита (филграстим), што је тренутно значајно побољшало преживљавање.

### Антимикробна профилакса
Антимикробна профилакса може бити корисна у превенцији поновних инфекција. Коришћена је орална доза сулфаметоксазола/триметоприм сулфата (Бактрим) једном дневно, 50 mg/kg/д. Ово само делимично спречава гингивостоматитис повезан са тешком конгениталном неутропенијом. Може се додати и истовремена терапија метронидазолом, који покрива оралну сапрофитну флору (посебно анаеробе).

### Хематопоетски фактори раста
Хематопоетски фактори раста (фактор стимулације колоније гранулоцита (Г-ЦСФ) и фактор стимулације колоније гранулоцита макрофага (ГМ-ЦСФ) се користе за корекцију неутропеније. Г-ЦСФ се користи од касних 1980-их и показали су стопу одговора већу од 90%. Г-ЦСФ је ефикаснији и подношљивији од ГМ-ЦСФ, са мање синдрома сличног грипу и мање израженом еозинофилијом. Доступна су 2 облика Г-ЦСФ: филграстим (Неупоген у бочицама од 480 или 330 µг) и ленограстим (Граноцит у бочицама од 340 или 130 µг), који је гликозиловани облик Г-ЦСФ.
Pegfilgrastim (Neulasta)
Пегфилграстим је пегиловани, ковалентни коњугат Г-ЦСФ, комбинација филграстима и полиетилен гликола, са полуживотом од 15-80 сати, што смањује број потребних инјекција са једнодневних на једном недељно. Показало се да је пегфилграстим клинички ефикасан и да побољшава усклађеност и квалитет живота у различитим извештајима случајева. Међутим, у опсервационој студији на 17 пацијената из француског регистра тешке хроничне неутропеније који су примали пегфилграстим, само половина пацијената којима је преписан био је у стању да настави са овим леком дугорочно због нежељених догађаја и недостатка ефикасности. 
Filgrastim/lenograstim (G-CSF)
Постоји фаза индукције са Г-ЦСФ да би се проценио одговор појединаца, са повећањем апсолутног броја неутрофила (АНЦ) (>1.500/μЛ) и клиничким побољшањем након 10-15 дана. Почетна дневна доза је 5 μg/kg поткожно. Ако нема одговора након 15 дана, дневна доза се повећава за 5 μg/kg. Ако је одговор брз или прекомеран (АНЦ >5.000 /μЛ), доза се преполови. Када се одреди минимална дневна доза, фаза одржавања може да почне, уз праћење броја неутрофила сваких 3-6 месеци. Скоро две трећине пацијената реагује на дневну дозу од 2-10 µг/кг, док 20% реагује на 10-20 µг/кг. Малом проценту пацијената су потребне веће дозе, до 100 μg/kg. Око 10% пацијената не реагује на терапију Г-ЦСФ.
Краткорочна подношљивост
Г-ЦСФ има добру краткорочну подношљивост са повременим тренутним и локалним реакцијама (< 1 на 100). Реакције сличне грипу су још један ретки нежељени ефекат. Код 2-5% пацијената јавља се бол у костима, који се повлачи у року од 24 сата и не понавља се нижим дозама.
Дуготрајна подношљивост
Г-ЦСФ делује углавном на гранулоците, али се током лечења пролазно могу видети различите абнормалности крвних зрнаца. Моноцитоза (изнад 1500/μЛ) је честа и еозинофилија се може појачати Г-ЦСФ, али лимфоцитоза и нивои хемоглобина обично нису погођени. Повремено се могу уочити ретикулоцитоза и повишени нивои хемоглобина ако постоји почетна инфламаторна анемија на почетку лечења.
Тромбоцитопенија је најчешћи хематолошки нежељени ефекат и обично је умерен и нестаје када се доза Г-ЦСФ смањи. Тромбоцитопенија може бити и од хиперспленизма. Слезина је обично увећана на почетку лечења. Понекад може доћи до руптуре слезине која захтева спленектомију.
Урикемија може настати услед дуготрајног лечења, али нема клиничке последице. Међутим, код краткотрајне терапије примећене су егзацербације гихта.
Први случајеви леукоцитокластичног васкулитиса примећени су након краткотрајног третмана Г-ЦСФ и изгледа да су последица повећања експресије адхезионих молекула неутрофила.
Два случаја мезангиопролиферативног гломерулонефритиса су примећена током дуготрајног лечења, али су се повукли након смањења дозе или прекида лечења.
Остеопороза се јавља код до једне четвртине пацијената са тешком конгениталном неутропенијом који примају терапију Г-ЦСФ, а пријављена су 2 случаја патолошких прелома. Међутим, изгледа да је сама тешка конгенитална неутропенија повезана са остеопенијом, која је обично присутна пре почетка лечења.

### Хируршка терапија
Хируршка дренажа апсцеса може бити потребна за инфекције рефракторне на интравенске антибиотике.
Трансплантација хематопоетских матичних ћелија (ХСЦТ) може бити лековита за тешку конгениталну неутропенију и једина је опција када пацијенти и даље имају тешке инфекције упркос терапији Г-ЦСФ. Трансплантација хематопоетских матичних ћелија је индикована када постоји отпорност на Г-ЦСФ (>50 μg/kg/дан) и мијелодисплазија/леукемијска трансформација.
Пацијенте који су хронично зависни од високих доза Г-ЦСФ (најмање 20 μg/kg по дози лека најмање 3 месеца годишње) треба узети у обзир за пресађивање коштане сржи од случаја до случаја јер постоји висок ризик од леукемијске трансформације, узимајући у обзир да ли су сродни донори доступни. Преживљавање након трансплантација хематопоетских матичних ћелија је сада преко 70%, чак и са малигном трансформацијом у већини случајева.